# Giovanni Arcimboldi
Giovanni Arcimboldi (Parma, 1426 – Roma, 2 ottobre 1488) è stato un cardinale e arcivescovo cattolico italiano.

## Biografia

### Origini e matrimonio
Nacque a Parma nel 1426 (Nicola Raponi procrastina la data al 1430), di nobile stirpe, Giovanni era figlio di Nicolò Arcimboldi e di Orsina Canossa. Durante i suoi primi anni di studio, si laureò in utroque iure a Pavia nel 1458 e successivamente divenne senatore di Milano e ambasciatore del duca Francesco Sforza prima, e del figlio Galeazzo Maria poi, presso il Papa. Durante questo periodo, si sposò con Briseide Pietrasanta, dalla quale ebbe una figlia, anch'essa con il nome di Briseide, e un figlio, Luigi; ebbe anche nove figli illegittimi.

### La carriera ecclesiastica

#### Vescovo di Novara (1468-1484)
Rimasto vedovo, intraprese la vita ecclesiastica divenendo canonico nella cattedrale di Piacenza e Protonotaro apostolico per mano di Paolo II. Fu da questi eletto vescovo di Novara il 20 novembre 1468, e occupò questa sede sino alla propria promozione alla sede arcivescovile di Milano. Giovanni Arcimboldi, per via degli impegni continui in curia, non si occupò mai realmente della sua sede, lasciandone la cura ai vari vicari capitolari (Ambrogio Caccia e Bartolomeo Besozzi). Infatti, dopo essere stato consacrato vescovo, venne nominato nuovamente ambasciatore ducale a Roma da parte di Galazzo Maria Sforza.

#### La nomina cardinalizia e gli impegni in curia
Per merito di questi suoi impegni diplomatici e su pressione del Duca di Milano, venne promosso al cardinalato il 7 maggio del 1473. Egli ricevette il titolo cardinalizio dei Santi Nereo e Achilleo a partire dal 17 maggio 1473, giungendo a Roma il 24 novembre dello stesso anno per essere nominato ufficialmente in un concistoro pubblico, ricevendo la porpora cardinalizia il 10 dicembre. Nominato prefetto della Segnatura Apostolica di Grazia e Giustizia, occupò questa carica sino alla propria morte, divenendo anche Camerlengo del Sacro Collegio cardinalizio dal 31 maggio 1476, durante l'assenza del cardinale Giacomo Ammannati-Piccolomini.
Divenuto abate commendatario del monastero di San Benedetto di Gualdo, nella diocesi di Nocera Umbra, optò per il titolo cardinalizio di Santa Prassede a partire dal 30 dicembre 1476. Nominato legato "a latere", con pieni poteri, a Perugia, a partire dal 15 gennaio 1477, venne poi nominato legato in Ungheria, Germania, Boemia e regioni confinanti a partire dal 7 febbraio 1477. Nuovamente nominato Camerlengo del Sacro Collegio cardinalizio dal 19 maggio al 5 giugno 1482, nel corso di un'epidemia di peste, venne rieletto ufficialmente il 15 gennaio 1483 conservando l'incarico sino al 19 gennaio 1484. Nominato legato in Polonia, il 23 settembre 1483 venne inviato a Perugia per poi fare ritorno a Roma ove ottenne in commenda la diaconia di Santa Maria Nuova (15 novembre 1483), mantenendola sino alla propria morte.

#### Arcivescovo di Milano (1484-1488)
Partecipò al conclave del 1484 che elesse papa Innocenzo VIII. Promosso alla sede metropolitana di Milano dal 25 ottobre 1484, ottenne anche la commenda del monastero benedettino di Sant'Ambrogio di Milano, favorendo l'entrata in città degli agostiniani che si stabilirono poi presso Santa Maria della Passione. Il 4 maggio 1487, rinunciò alla commenda del monastero di San Dionigi a Milano in favore del fratello minore Guidantonio Arcimboldi che gli succedette nella cattedra arcivescovile.

### Morte
Giovanni Arcimboldi morì a Roma il 2 ottobre 1488 all'età di 62 anni e venne sepolto nella basilica di Sant'Agostino. Le sue esequie vennero celebrate il 29 ottobre 1488 e si tennero in un giorno solo (anziché nove come prevedeva la tradizione) per specifica richiesta del papa (data anche la morte del defunto da lungo tempo). Nel Duomo di Milano si trova oggi eretto a sua memoria un elegante monumento commissionato dal figlio (il Moroni lo qualifica come nipote, invece), l'arcivescovo Giovanni Angelo Arcimboldi (1550-1555).

## Giudizio
La figura del primo degli arcivescovi di questa famiglia viene dipinta con toni chiaroscurali. Da un lato, il Raponi e il Moroni lo giudicano come un uomo estremamente colto, raffinato umanista (era in contatto con Pier Candido Decembrio e Francesco Filelfo) ed estremamente attento alla liturgia e alla carità. Lo stesso Raponi, però, ne sottolinea la mancanza di spirito pastorale nella visita delle diocesi affidategli, a causa dei numerosi impegni politici in quanto cardinale.

## Stemma
| Immagine | Blasonatura |
| -------- | --- |
|          | Giovanni Arcimboldi Cardinale Arcivescovo di Milano D'oro alla banda di rosso, carica di tre stelle a sei punte, del campo (Arcimboldi). Lo scudo, accollato a una croce astile patriarcale d'oro, posta in palo, è timbrato da un cappello con cordoni e nappe di rosso. Le nappe, in numero di trenta, sono disposte quindici per parte, in cinque ordini di 1, 2, 3, 4, 5. |